# Gozdni sestoj
Gozdni sestoj, oziroma skrajšano sestoj, je strokovni izraz v gozdarstvu. Z njim se v gozdarstvu označuje del gozda, ki se po določenih gozdnogospodarskih značilnostih razlikuje od ostalih delov gozda. Gozdni sestoj je najmanjša operativna enota, s katero je možno samostojno gospodariti. Primeri gozdnega sestoja so npr.: bukov debeljak, smrekov nasad, jelovo bukov pomlajenec ipd.